# Thereza Cristina Costa Lopes
Thereza Cristina Costa Lopes (1970) es una botánica brasileña. Desarrolla actividades académicas y científicas en la Sección Botánica del Museo Nacional de Brasil, y en el Laboratorio de Angiospermas en la Universidad Santa Úrsula Archivado el 28 de noviembre de 2004 en Wayback Machine..
En 2005, obtuvo su maestría con la defensa de “Gesneriaceae da reserva Rio das Pedras, Mangaratiba, Rio de Janiro, Brasil”, bajo la orientación de Regina Helena Potsch Andreata.
Ha trabajado activamente en la lista oficial de la flora amenazada de Brasil.

## Algunas publicaciones
- ana c. da silva Fourny, cláudia b. ferreira Mendonça, thereza c. costa Lopes, vania l. gonçalves-Esteves. 2010. Palinologia de espécies de Gesneriaceae Rich. & Juss. ocorrentes no Estado do Rio de Janeiro, Brasil. Acta Botanica Brasilica 24 ( 3): 812-824 ISSN 1677-941X Art. en línea (enlace roto disponible en Internet Archive; véase el historial, la primera versión y la última).También en línea

- alain Chautems, thereza c. costa Lopes, mauro Peixoto, josiene Rossini. 2010. Taxonomic revision of Sinningia Nees (Gesneriaceae) IV: six new species from Brazil and a long overlooked taxon. Candollea 65(2) : 241-266 0373-2967 Art. en línea

- La abreviatura «T.Lopes» se emplea para indicar a Thereza Cristina Costa Lopes como autoridad en la descripción y clasificación científica de los vegetales.[5]